# Посылка для Светланы
«Посылка для Светланы» — советский телефильм режиссёров Валентина Козачкова и Вадима Лысенко. Снят по сценарию Олега Шмелёва на Одесской киностудии в 1974 году.

## Сюжет
Скромная девушка Светлана связалась со спекулянтами, перепродающими заграничные вещи втридорога. Вскоре чрезмерное увлечение Светланы одеждой приводит к её духовному обнищанию и потере стыда и совести.

## В ролях
| Актёр                | Роль                                           |
| -------------------- | ---------------------------------------------- |
| Людмила Дребнева     | Светлана Платонова                             |
| Нина Магер           | Нина                                           |
| Юрий Демич           | Александр                                      |
| Александр Король     | Юра Сухов                                      |
| Владимир Татосов     | Сергей Михайлович Кулагин                      |
| Дима Сосновский      | Лёшка                                          |
| Станислава Шиманская | мать Светы Вера Алексеевна                     |
| Николай Величко      | майор Назаров (дублирует Александр Демьяненко) |
| Анатолий Дриженко    | розыскник Малков                               |
| Виктор Пименов       | муж Нины Владимир Петрович                     |
| Евгений Филатов      | эпизод                                         |
| Владимир Гордиенко   | следователь                                    |
| М. Киселева          | свидетельница                                  |
| Борис Молодан        | свидетель, бывший адвокат Валентин Матвеевич   |
| Евгений Котов        | оценщик                                        |
| Степан Крылов        | таксист                                        |

## Съёмочная группа
- Сценарист: Олег Шмелёв
- Режиссёры: Валентин Козачков, Вадим Лысенко
- Оператор: Леонид Бурлака
- Композитор: Евгений Стихин
- Художник: Юрий Богатыренко